# Discovery Bay (Californië)
Discovery Bay is een plaats in Contra Costa County in Californië in de VS.

## Geografie
Discovery Bay bevindt zich op 37°54′23″Noord, 121°36′24″West. De totale oppervlakte bedraagt 23,7 km² (9,1 mijl²) waarvan 20,9 km² (8,1 mijl²) land is en 2,7 km² (1,1 mi²) of 11,60% water is.

## Demografie
Volgens de census van 2000 bedroeg de bevolkingsdichtheid 429,2/km² (1111,9/mijl²) en bedroeg het totale bevolkingsaantal 8981 dat bestond uit:
- 87,57% blanken
- 1,84% zwarten of Afrikaanse Amerikanen
- 0,84% inheemse Amerikanen
- 1,78% Aziaten
- 0,18% mensen afkomstig van eilanden in de Grote Oceaan
- 3,95% andere
- 3,84% twee of meer rassen
- 10,43% Spaans of Latino

Er waren 3349 gezinnen en 2635 families in Discovery Bay. De gemiddelde gezinsgrootte bedroeg 2,64.

## Plaatsen in de nabije omgeving
De onderstaande figuur toont nabijgelegen plaatsen in een straal van 24 km rond Discovery Bay.